# Осока безжилковая
Осо́ка безжи́лковая (лат. Carex enervis) — травянистое растение семейства Осоковые (Cyperaceae).

## Ботаническое описание
Имеет длинное, ползучее деревянистое корневище, с тонкой, при высыхании отстающей и сминающейся корой. Образует рыхлые дерновины.
Стебли тонкие, 0,8—1,4 мм в диаметре, (15)20—40(45) см высотой, трёхгранные, прямые или немного изогнутые, в верхней части шероховатые.
Листья жёсткие, плоские или щетиновидно-свёрнутые и шиловидно заострённые, 1,5—3 см шириной, шероховатые, серо-зелёные, короче стебля или почти равные ему.
Соцветие — не густой, продолговатый, иногда внизу раздвинутый колос, (0,7)1—2 см длиной. Колоски андрогинные, в числе (2)3—10. Кроющие чешуи несколько короче мешочка, острые, яйцевидные или продолговато-яйцевидные, каштановые, ржавые или ржаво-жёлтые, могут быть с перепончатым краем. Мешочки 3—4 мм длиной, продолговато-эллиптические и яйцевидные, плоско-выпуклые, плотно охватывающие плод, слабо отклонены от оси колоска, без жилок или с 4—6 неясными жилками у основания, едва вздутые, ржавые, с полукруглым или округло-клиновидным основанием, на короткой ножке, с утолщённым и несколько назад загнутым краем, суженные в удлинённый, гладкий или у основания чуть шероховатый коротко двузубчатый носик. Кроющие листья чешуевидные.
Плодоносит в июне—июле.
Вид описан из Западной Сибири (Алтай, река Чарыш).
Варьирует по ширине листочков и степени шероховатости краёв мешочков — от сильно шероховатых (чаще) до почти гладких или гладких (причём шероховатые и гладкие мешочки иногда наблюдаются на одном растении).

## Распространение
Западная Сибирь: бассейн Оби (юго-восток), Иртыша (юго-восток), Алтай; Восточная Сибирь: бассейн Лены и Колымы (к югу от бассейна Вилюя и Алдана, севернее — бассейн Яны и Индигирки), бассейн Ангары, Саяны, Даурия; Дальний Восток: Арктика (север Чукотского полуострова), бассейн Зеи и Буреи, Уссурийский край; Средняя Азия: Казахский мелкосопочник, Тянь-Шань, Памиро-Алай (редко); Центральная Азия: Монголия, Китай (Джунгария); Восточная Азия: Северо-Восточный Китай.
Растёт на сырых и болотистых, нередко солонцеватых, лугах, травяно-осоковых болотцах; преимущественно в горах, до альпийского пояса.
На Алтае встречается от западных предгорий и к югу до Чуйской степи.

## Систематика
Выделяются два подвида осоки безжилковой:
- Carex enervis subsp. chuanxibeiensis S.Yun Liang & Y.C.Tang — Китай
- Carex enervis subsp. enervis — Осока тоненькая; Алтай, Казахстан, Кыргызстан, Узбекистан, Китай, Монголия